# Cathédrale de la Trinité de la laure Saint-Alexandre-Nevski

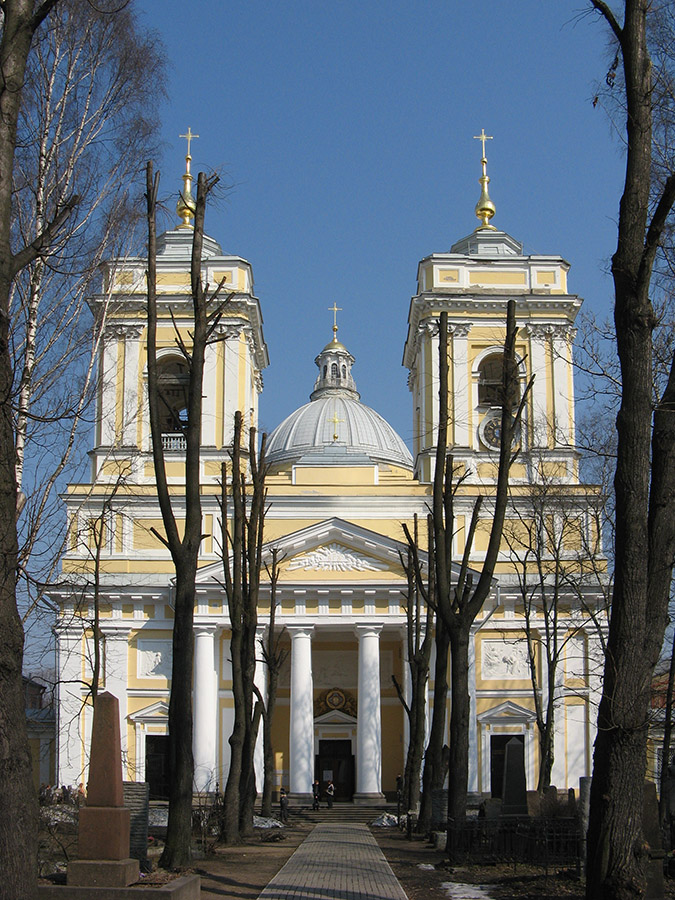
Cathédrale de la Trinité, façade sud-ouest

La cathédrale de la Trinité de la laure Saint-Alexandre-Nevski (en russe : Троицкий собор Александро-Невской лавры) est la cathédrale de la laure Saint-Alexandre-Nevski à Saint-Pétersbourg. La cathédrale s'est vu attribuer un des ordres de l'empire russe, l'ordre de Saint-Alexandre Nevski. Elle dépend de l'éparchie de Saint-Pétersbourg, au sein de l'Église orthodoxe russe

## Histoire

### Première église
L'emplacement de la cathédrale de la Trinité a été défini par le projet préliminaire de Domenico Trezzini. Il était prévu à l'origine d'y faire passer la Perspective Nevski. Le projet d'une église à dôme unique a été présenté par Leonard Theodor Schwertfeger (de). C'était un projet grandiose avec deux grands clochers, surmontés de flèches. En 1719, ont commencé les travaux préparatoires et le 17 juin 1722 a lieu la pose de la première pierre. En 1731, la cathédrale est, dans les grandes lignes, achevée. Mais lorsque le bâtiment est enfin appuyé sur ses voûtes, des fissures apparaissent, et les travaux sont arrêtés. En 1744, le bâtiment est démonté jusqu'à sa base.

### Construction d'une nouvelle église
En 1763, il est décidé de développer les projets d'une nouvelle cathédrale. Le concours de projets organisé est suivi par des personnalités telles que Jean-Baptiste Vallin de La Mothe, Alexandre Vist, Alexandre Kokorinov, Georg Friedrich Veldten, Semion Volkov et Christian Knobel. Mais aucun des projets présentés par ces participants n'est approuvé par Catherine II. Onze ans plus tard, le 15 novembre 1774, l'établissement du projet est confiée à l'architecte Ivan Starov. L'impératrice Catherine II l'approuve en février 1776 et nomme Starov comme architecte de cette construction. La pose solennelle de la première pierre a lieu le 30 août 1778, en présence de l'impératrice Catherine II et de l'archevêque Gabriel.

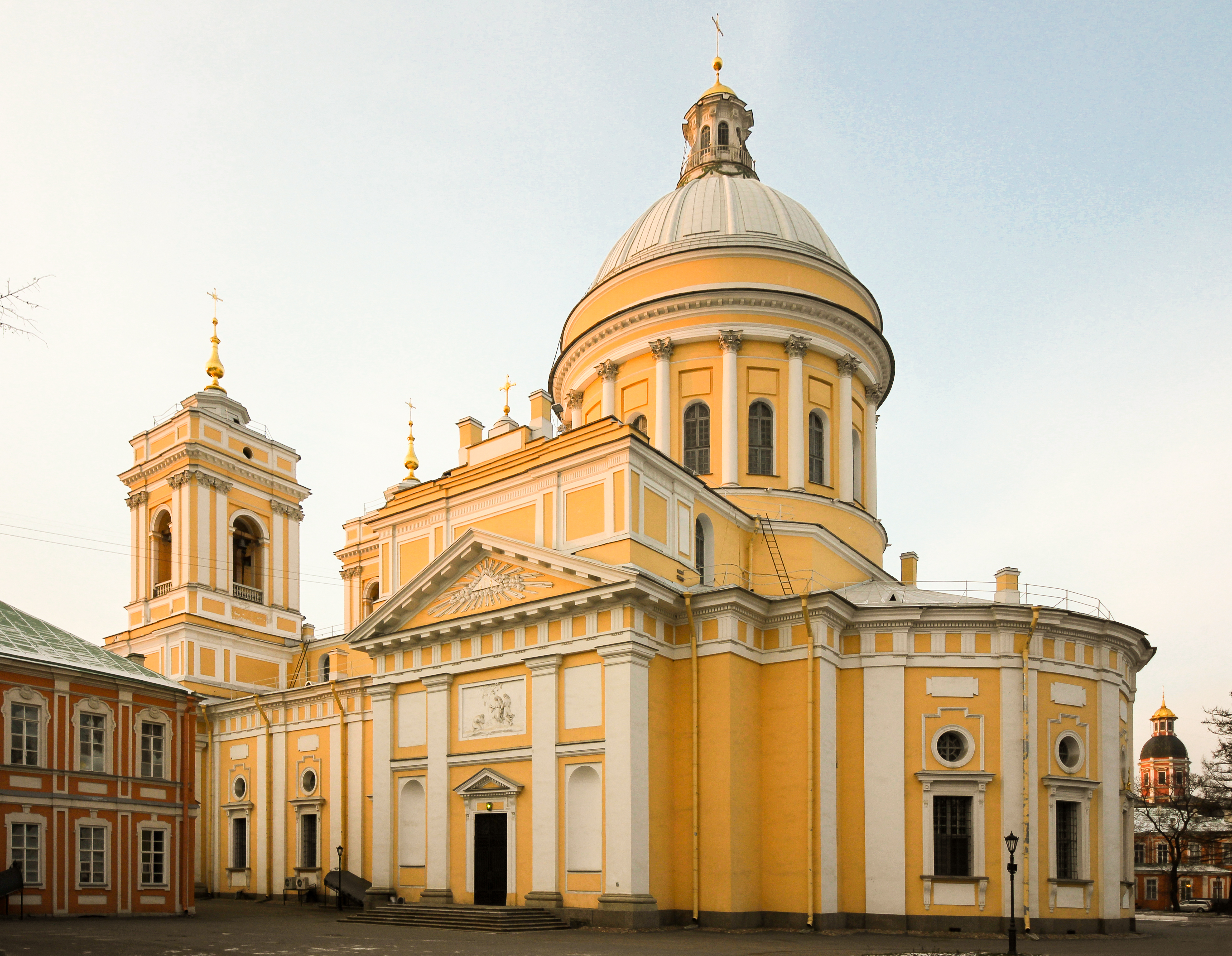
Cathédrale de la Trinité de la Laure Alxandre Nevski

En 1782, sur la tour-clocher à deux niveaux située au Sud, est installé un carillon ; sur l'autre tour est accrochée un cloche de 13 tonnes, coulée en 1658 pour le monastère Iverski de Valdaï. En 1786, la cathédrale est pratiquement achevée.
Le 30 août 1790, le jour de la fête du saint orthodoxe Alexandre Nevski, le métropolite Gabriel Petrov consacre la cathédrale. Lors de la cérémonie l'impératrice est présente ainsi que la cavalerie de l'Ordre de Saint-Alexandre Nevski. Le même jour la châsse en argent contenant les reliques du prince Alexandre Nevski est transférée depuis l'église de l’Annonciation de la laure Alexandre Nevski à la cathédrale de la Trinité dans la même laure.

### Ordre de Saint-Alexandre-Nevski
À partir de sa consécration, la cathédrale devient la chapelle de l' ordre de Saint-Alexandre Nevski. Le 9 octobre 1790, sous la tour Sud, une chapelle est consacrée au nom du prince Alexandre Nevski (supprimée en 1838 ). Pour les chevaliers de l'ordre, une salle est aménagée en 1791 dans la partie adjacente du corpus Fiodorski.
En 1797, à l'entrée de la cathédrale, la mise en relief des insignes de l'ordre est renforcée.
En 1847, le chauffage est installé dans la cathédrale, pour qu'elle puisse être utilisée l'hiver.

### Après la révolution de 1917
En 1922, dans le cadre de la confiscation des biens ecclésiastiques en Russie, une grande quantité d'ornements et d'objets liturgiques est emportée par les autorités civiles.
De 1923 à 1926, la cathédrale appartient au mouvement de l'Église vivante, et en 1928 à l'église du patriarche dite des Népominaiouchtchie, un mouvement schismatique de l'église orthodoxe. Les autorités soviétiques étant anti-religieuses, prenaient parfois parti pour des groupes schismatiques.
Le 16 août 1933, les autorités soviétiques prennent la décision de fermer la cathédrale et de l'utilise pour un musée sur les réalisations techniques du régime soviétique. Le dernier service religieux a lieu le 7 décembre 1933.

Dans les années 1940, une partie des bâtiments est occupée par l'administration du logement du district de Smolninski et le musée de la sculpture, le reste servant d'entrepôt. 

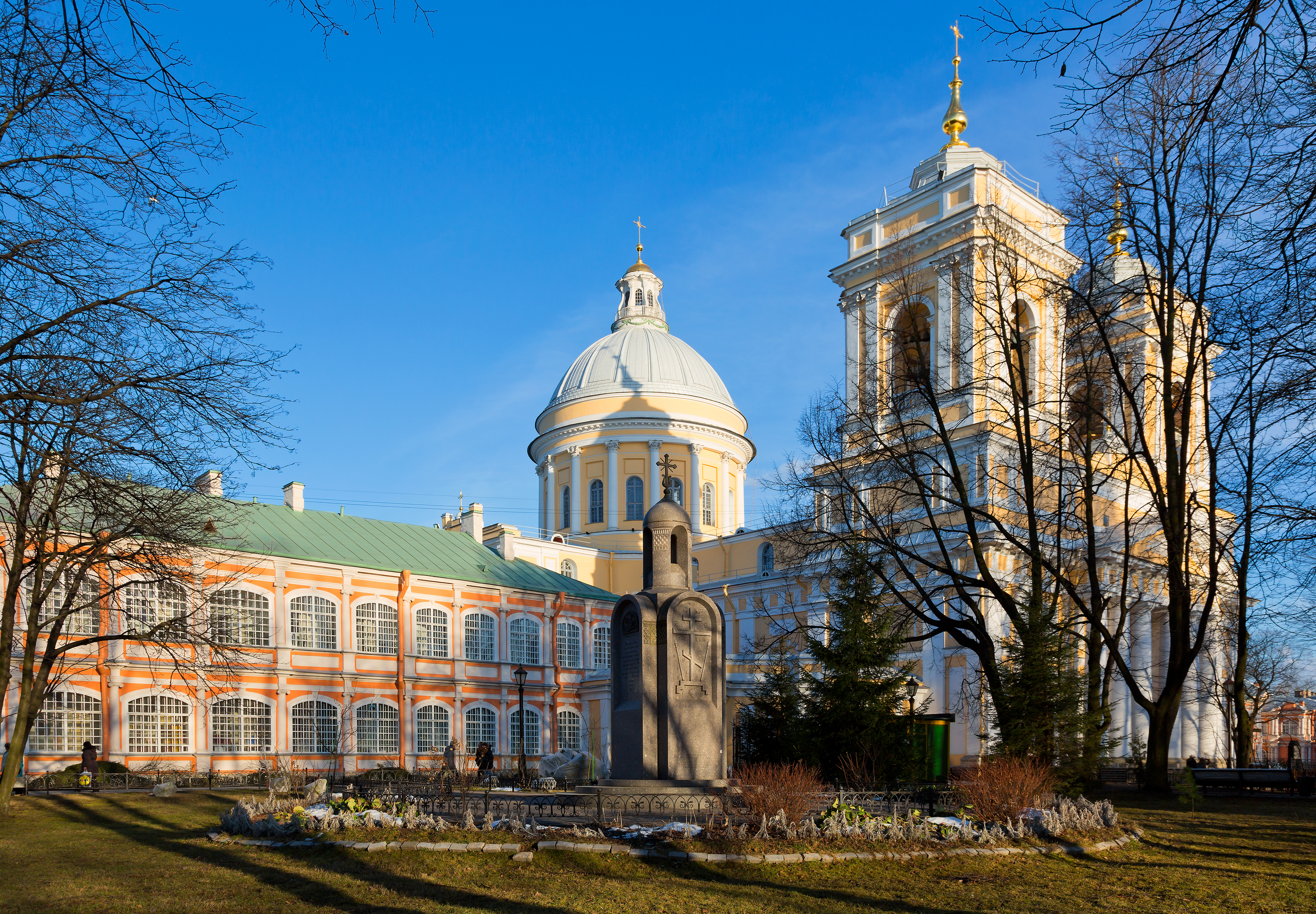
Témoignage du 2000è anniversaire de la naissance du Christ

La cathédrale a été rouverte aux croyants en 1956, après 10 ans de pétitions, mais avec l'obligation pour la communauté orthodoxe de faire des travaux de réfection des lieux. L'iconostase primitive était encore heureusement en place. Le 12 septembre 1957, après avoir fait faire les réparations les plus urgentes, la cathédrale est consacrée par le métropolite Eleferi (Vorontsov). Nikolaï Lioudogovski est nommé starets.
De 1957 à 1960, et de 1986 à 1988, des travaux de restaurations des lieux se poursuivent dans la cathédrale.
Le 3 juin 1989, la procession des saintes portes de la laure transporte solennellement les reliques de saint Alexandre Nevski dans la cathédrale.
Dans une partie élevée de la cathédrale on a découvert, il y a 40 ans vers la fin de la période soviétique, un trône épiscopal en marbre provenant de l'autel de la Cathédrale du Christ-Sauveur de Moscou. Quand cette cathédrale de Moscou a été démolie par explosion en 1931, sur ordre de Lazare Kaganovitch, le trône a été placé à Leningrad. Quand la même cathédrale a été reconstruite sur ordre de Boris Eltsine en 1995, le trône a été ramené à Moscou, mais une copie a été sculptée en bois pour l'église de la Trinité de la laure Alexandre Nevski.
Du 13 juillet au 28 juillet 2017, les reliques de Nicolas de Myre (appelé aussi Nicolas de Bari) ont été exposées dans la cathédrale de la laure, envoyées de Bari où elles se trouvent à demeure.

## Architecture, décoration et structure de la cathédrale

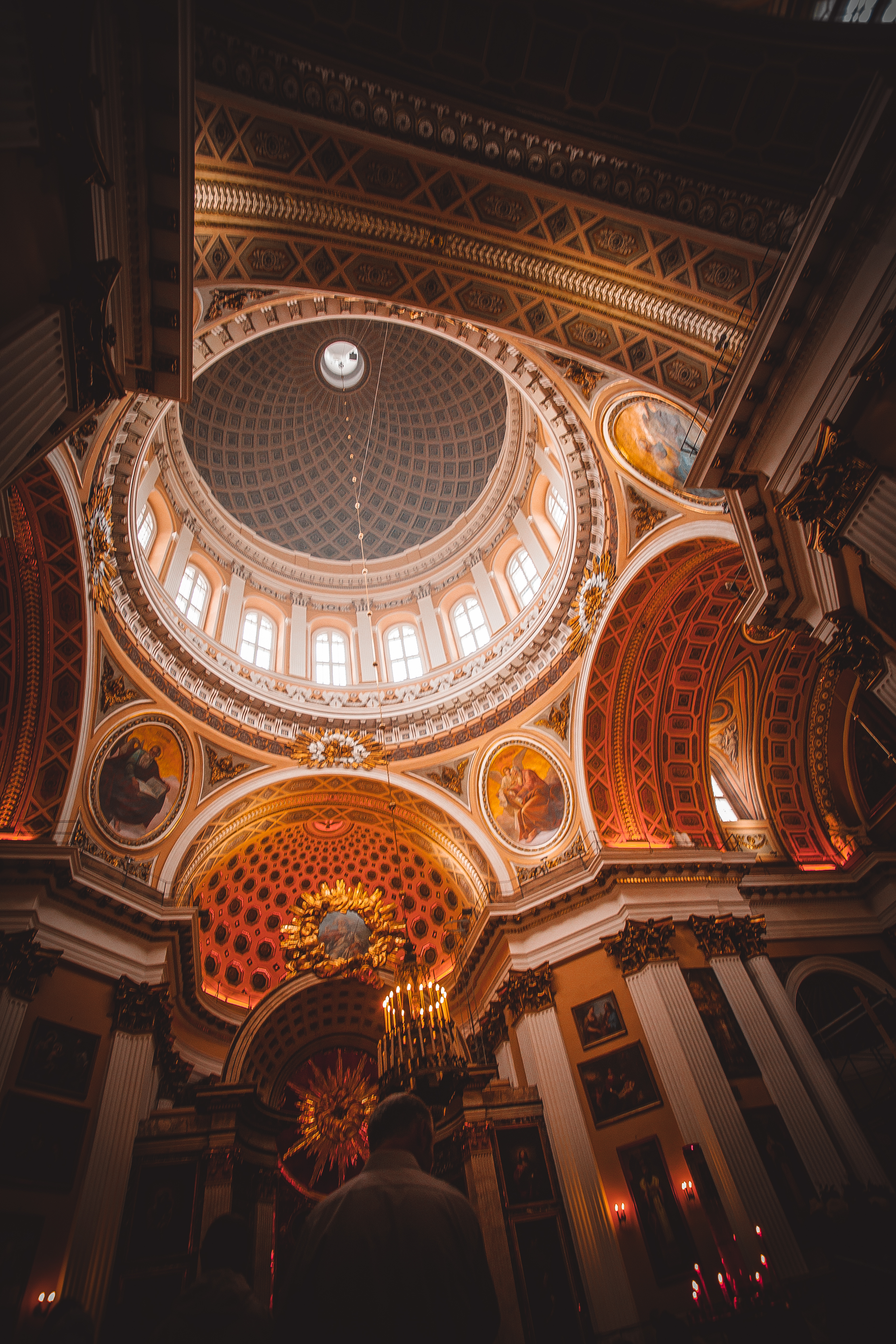
Vue de l'intérieur

La cathédrale est couverte d'un dôme et est encadrée par deux tours-clochers réalisées dans des formes classiques. L'espace intérieur en forme de croix, est divisé en trois nefs par des pylônes massifs. Le dôme est posé sur un haut tambour. Les deux tours-clochers monumentales se dressent sur le côté de la loggia de l'entrée principale en façade, qui est décorée d'un portique à six colonnes doriques surmontées d'un fronton triangulaire. Les façades sont garnies de pilastres et de niches peu profondes.
Au-dessus des entrées Sud et Nord, des bas-reliefs représentent des évènements de l'Ancien et du Nouveau Testament réalisés par le sculpteur russe Fedot Choubine ; au-dessus de l'entrée principale, au centre : Le sacrifice du roi Salomon le jour de la consécration du temple de Jérusalem; plus bas, un groupe de sculptures représentent des anges avec les insignes de l'ordre d'Alexandre Nevski.
L'édifice est bâti à la fois selon un plan basilical et de croix inscrite et forme aussi une croix latine .

La nef principale est décorée de pilastres corinthiens dont les chapiteaux sont dorés. L'éclairage principal provient de seize fenêtres percées dans le tambour qui soutient la coupole. 

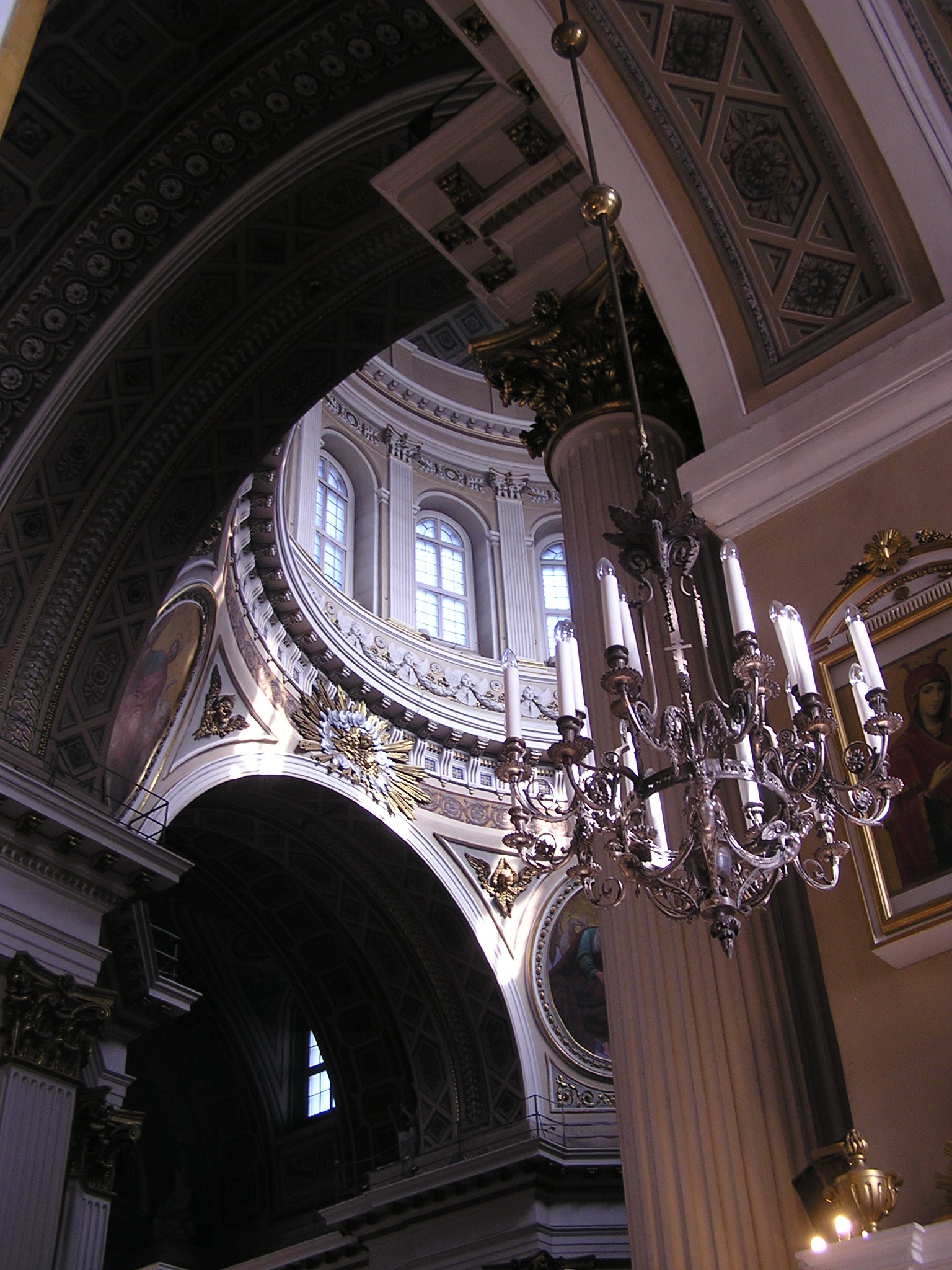
Intérieur de style classique

L'iconostase a la forme d'une niche avec au fond des portes royales réalisées en marbre italien blanc par Aloïz Pinketti. Les parties en bronze sont l'œuvre de Pierre Anji, tandis que les icônes insérées dans les portes sont d'Ivan-Akimovitch Akimov et Johann Jakob Mettenleiter (de). Grigori Ougrioumov a également participé à la réalisation de l'iconostase. Mettenleiter est aussi l'auteur des quatre évangélistes qui y figurent.
La peinture originale de l'intérieur est l'œuvre de Fiodor Danilov, mais, du fait de l'absence de chauffage dans l'église, elle se dégrada très vite. En 1806, Antonio Jakomo a refait les peintures en utilisant les esquisses de Giacomo Quarenghi. En 1862, Piotr Titov refait la peinture des arcades selon des esquisses de Fiodor Soltsev. La sculpture est l'œuvre de Felix Lamoni et Giovanni Maria Fontana. Elle se compose aussi de 20 bas-reliefs et statues de saints du sculpteur Fedot Choubine. Dans la partie Sud du transept, en face de la châsse Alexandre Nevski, était placé un bas-relief en marbre du métropolite Gabriel (aujourd'hui au Musée russe).
Derrière le trône, près de l'autel, se trouvait la peinture de la bienheureuse Vierge Marie due au peintre Anton Raphael Mengs, au dessus des portes Sud la tableau la bénédiction du Sauveur d'Antoine van Dyck, et sur le mur Est La résurrection du Christ de Pierre-Paul Rubens. Ces tableaux et ceux de Van Dyck, Jacopo Bassano, Le Guerchin, Bernardo Strozzi et d'autres ont été transférés dans la cathédrale du Musée de l'Ermitage en 1794 sur l'ordre de Catherine II. À l'emplacement réservé au tsar se trouvait un portrait de Catherine II par Dmitri Levitski, et en face, un tableau de Pierre Ier le Grand. Au dessus de la châsse Alexandre Nevski est placée une icône due à Ivan Adolski.
Près de la tombe d'Alexandre Nevski se trouvait un lutrin sur lequel était posée une icône et un kiot qui contenait des reliques. C'étaient un cadeau à la cathédrale offert par Alexandre I en 1806. À gauche de la châsse se trouvait une image de Notre-Dame de Vladimir, dont la tradition attribue la propriété à Alexandre Nevski lui-même et à droite un Saint-Suaire avec des fragments de la Sainte Tunique.
En 1862, dans la cathédrale est placée au dessus du Saint-Suaire, une protection en malachite provenant du Palais de Tauride, réalisée à Paris en 1827—1828 dans l'atelier de Pierre Philippe Tomir (aujourd'hui au Musée de l'Ermitage).
Un grand lustre d'argent, pesant environ 210 kg, a été donné par Catherine II à la cathédrale.

## Reliques vénérées
Les reliques du saint prince Alexandre Nevski ont fait l'objet d'une translation en 1380 à Vladimir. En 1723—1724 elles sont ramenées de la cathédrale de la Nativité de Vladimir à Saint-Pétersbourg à la laure Alexandre Nevski. Le 30 août 1724 les reliques sont placées dans l'église de l'Annonciation de la laure. L'impératrice Elisabeth Petrovna offre pour les y déposer une châsse en argent de Kolyvan. Cette châsse est réalisée d'après un dessin de Georg Christoph Grooth en 1750—1753, sur une pièce de monnaie de Saint-Pétersbourg. Actuellement, la châsse Alexandre Nevski se trouve au Musée de l'Ermitage. Entre 1922 et 1989 ; les reliques ont été enlevées de la cathédrale pour être placées au Musée d'histoire des religion et de l'athéisme de Saint-Pétersbourg.

## Traditions
Depuis la fin du XIXe siècle début du XXe siècle , puis depuis les années 1960, le sacrement de ordination des évêques a été régulièrement célébré dans la cathédrale de la Trinité. C'est le cas pour Tikhon de Moscou, Serge Ier de Moscou et Cyrille de Moscou, et même pour Philarète de Kiev (du patriarcat de Kiev).
Depuis le début du XXe siècle, la coutume s'est établie d'interpréter dans la cathédrale, le 25 octobre, jour anniversaire de la mort de Piotr Tchaïkovski, la musique qu'il a écrite pour un chœur mixte Liturgie de saint Jean Chrysostome .